# Ecuator

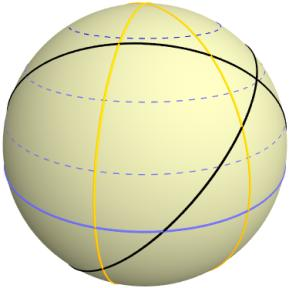
Imaginea unei sfere.
Ecuatorul (albastru) împarte sfera în 2 jumătăți egale și se intersectează la un unghi de 90° cu meridianul (în galben). Ecuatorul este prima și cea mai lungă paralelă geografică.

Ecuatorul (lat. "nivelator") este cercul imaginar situat la mijlocul distanței dintre poli care împarte o planetă (un glob) în două emisfere egale, el fiind prima și cea mai lungă linie de latitudine geografică (paralela) de 0°.
 Axa de rotație a unui obiect astronomic definește centrul normal, și în general și centrul de greutate al unui nivel care este numit nivel ecuatorial; linia ecuatorului este linia care marchează acest centru. Prin proiecție geometrică se poate determina și ecuatorul bolții cerești.

## Localizarea precisă

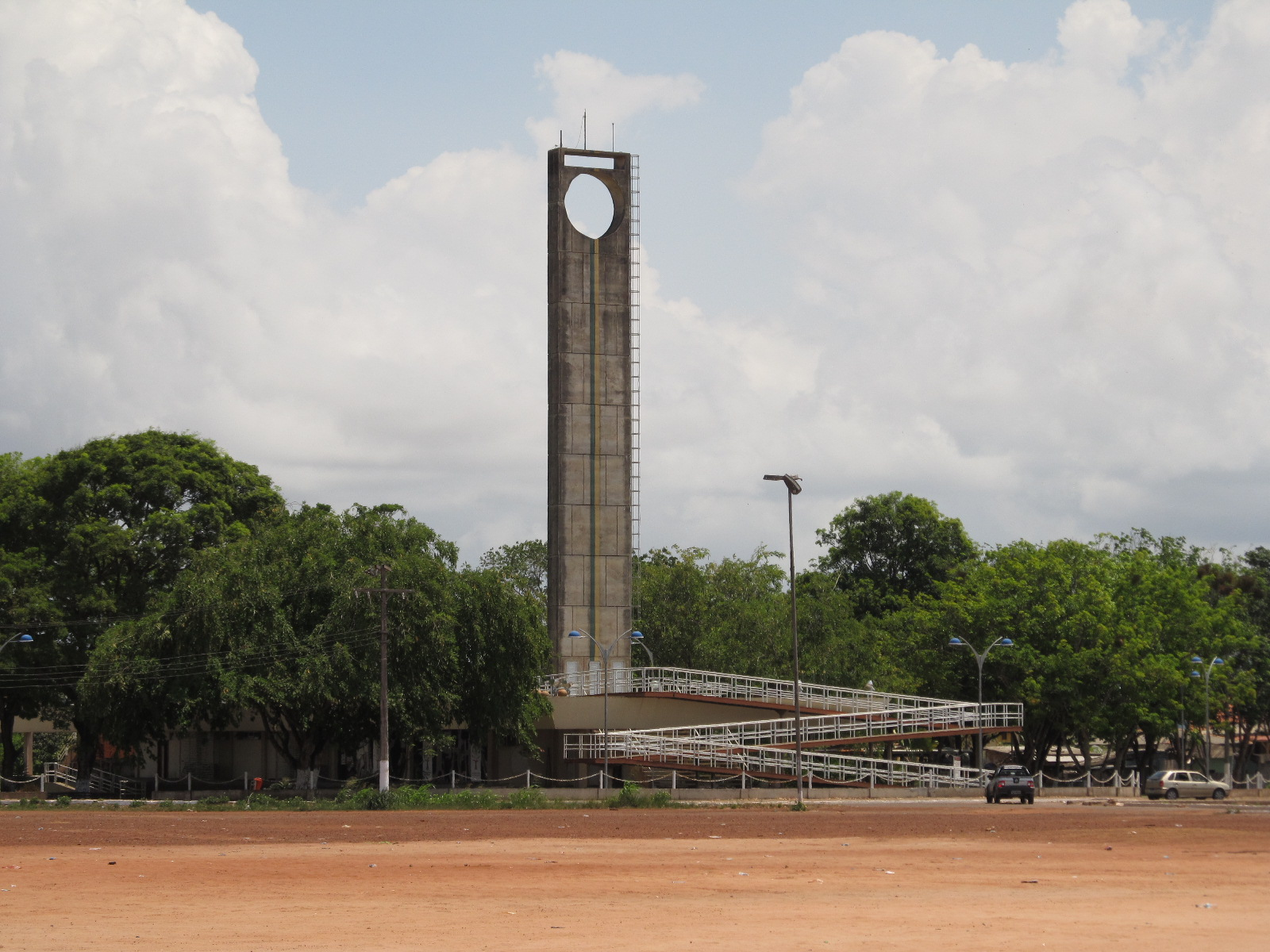
Monumentul Marco Zero care marchează Ecuatorul în Macapá, Brazilia.

Ecuatorul, ca și tropicele nu este fixat cu precizie. Planul ecuatorial adevărat este întotdeauna perpendicular pe axa de rotație a Pământului; această axă este relativ stabilă, dar poziția polilor pe Pământ are o variație de ordinul zecilor de metri anual, care înseamnă o variație similară pentru poziția ecuatorului, cauzată de precesia echinocțiilor, nutație, geodinamică⁠(en)[traduceți] și de alți factori.

## Linia ecuatorului terestru

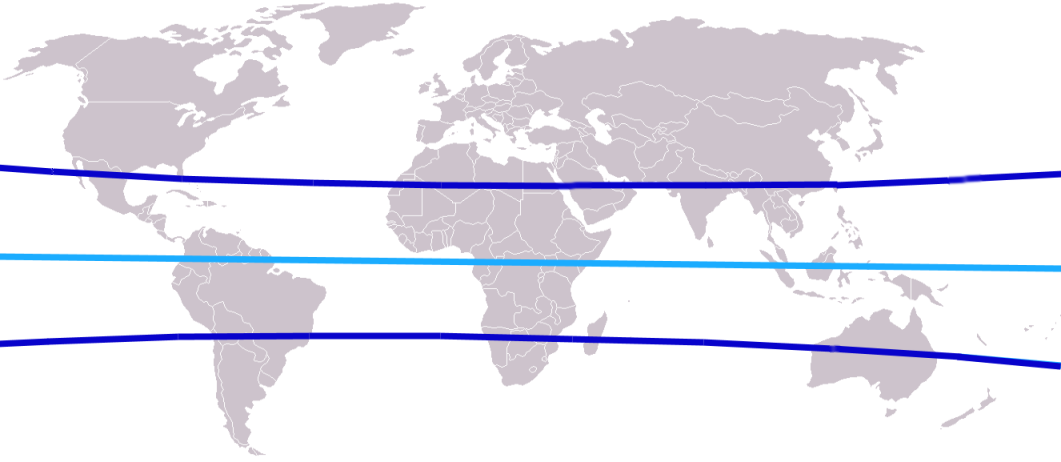
Ecuatorul și cele două linii tropicale (cea a racului și cea a capricornului)

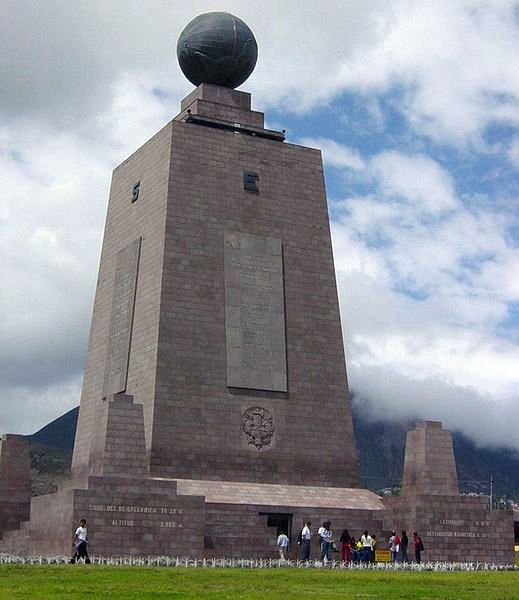
Monumentul ecuatorului din orașul Quito

Ecuatorul terestru se află la gradul de latitudine 0°; este o paralelă a globului pământesc, are diametrul de circa 12.756 km și străbate centrul continentului african, Insulele Maldive, Oceanul Indian, Indonezia, zona centrală a Oceanului Pacific cu Micronezia, nordul Americii de Sud fiind însoțită de pădurile ecuatoriale.
Linia ecuatorului desparte pământul în emisfera de nord și emisfera de sud; din cauza rotației Pământului el se poate depărta de axa de rotație cu circa 10 m de punctul central ecuatorial mediu. Lungimea teoretică a ecuatorului este de 40.074,99840 km, el traversând statele:
- Ecuador
- Columbia
- Brazilia
- São Tomé și Príncipe
- Gabon
- Republica Congo
- Republica Democrată Congo
- Uganda
- Kenya
- Somalia
- Indonezia
- Insulele Maldive
- Kiribati

Capitalele care sunt în apropiere de ecuator:
- Quito (20 km sud de ecuator) - Ecuador
- Libreville (40 km nord de ecuator) - Gabon
- São Tomé (35 km nord de ecuator) - São Tomé și Príncipe
- Kampala (35 km nord de ecuator) - Uganda

La navigația pe mare există un ritual de "botez" al călătorilor care travesează pentru prima oară linia ecuatorului.
Deoarece ecuatorul împarte globul pământesc în cele două emisfere nordică și sudică, el se folosește și ca referință pentru precizarea latitudinii nordice sau sudice; de exemplu, orașul Berlin se află la o latitudine de 52°N.
Germania se află între paralelele de 47,4 – 54,9°N (între circa 5.300 - 6.100 km depărtare de ecuator, în emisfera nordică).
În lungul liniei ecuatoriale, arcului de cerc cu valoarea de 1 minut îi corespunde o distanță de o milă marină (aproximativ 1852 m). La fel ca în cazul polilor, există și un ecuator magnetic precum și un ecuator climatic. Monumentul din Quito din fotografia alăturată se află la numai 200 m de ecuator.